# Centraleuropa
Centraleuropa eller Mellemeuropa omfatter et ikke veldefineret område i Europa, og kan opgøres på flere måder.
Sprogligt er Centraleuropa det område, hvor tysk, polsk, tjekkisk og ungarsk har spillet hovedrollen.
Lægges grænserne efter landskabselementer, kan man bruge Østersøen, Rhinen og Alperne (evt. Po) mod hhv. nord, vest og syd, mens østgrænsen er mere uklar.
Opgjort i nutidige stater, kan Centraleuropa omfatte Liechtenstein, Polen, Schweiz, Slovakiet, Slovenien, Tjekkiet, Tyskland, Ungarn og Østrig, men også Kroatien, Luxembourg og Rumænien medregnes undertiden – ligesom dele af andre lande.